# Kerberos
 Denne artikel omhandler græsk mytologi. Opslagsordet har også en anden betydning, se Kerberos (protokol).
Kerberos (oldgræsk: Κέρβερος, også Cerberus) er i græsk mytologi navnet på den trehovedede hund med slangehale, som vogter indgangen til Hades. Kerberos står bundet på den bred af Styx, som vender mod dødsriget.
Den tilhører Hades, og den tager mod dem, der vil til Hades og sørger for, at kun de døde kommer ind i dødsriget, og at ingen døde kommer ud. Underverdenens vagthund er afkom efter uhyrerne Tyfon og Echidna. Dens søskende er Hydra og Chimaira. Den var så frygtelig at se på, at man blev til sten ved synet.
Kerberos kunne godt være venlig. Det var den altid var over for dem, der kom til dødsriget. Den boede i en hule, som vendte ud mod Styx, og havde et perfekt overblik.
Skummet, som dryppede fra Kerberos' gab, brugte heksene som gift.